# Obra de Machado de Assis
A obra de Machado de Assis constitui-se de 10 romances, 220 contos, 10 peças teatrais, 5 coletâneas de poemas e sonetos, e mais de 600 crônicas. Suas primeiras produções foram editadas por Paula Brito, e, mais tarde, por Baptiste-Louis Garnier. Garnier havia chegado ao Rio de Janeiro em 1844 de Paris e estabeleceu-se aí como uma figura notória do mercado livreiro brasileiro. Hoje em dia, é comum as editoras brasileiras publicarem volumes especiais intitulados "Obra Completa de Machado de Assis" a fim de reunir toda a gama de sua produção.